# Jersey Shore: Vacaciones en Familia
Jersey Shore: Vacaciones en Familia (en su idioma original, Jersey Shore: Family Vacation) es una serie de televisión de telerrealidad estadounidense que se estrenó en MTV en todo el mundo el 5 de abril de 2018. La serie sigue a los integrantes de la serie Jersey Shore que pasan un mes viviendo juntos en Miami, Florida. El 22 de diciembre de 2022, se anunció la sexta temporada, la cual se estrenó el 26 de enero de 2023.

## Producción

### Temporadas 1–2
El 27 de noviembre de 2017, MTV anunció que el elenco, con la excepción de Sammi se reuniría en Miami, Florida para una nueva temporada titulada Jersey Shore Family Vacation. La serie se estrenó global-mente el 5 de abril de 2018. Según MTV, se considera una nueva serie y no la séptima temporada del programa original. Debido al éxito del programa MTV ha ordenado tres temporadas. 
La primera temporada se estrenó el 5 de abril de 2018, el elenco de Jersey Shore juró que siempre harían unas vacaciones juntos. Cinco años, cinco hijos, tres matrimonios y quién sabe cuántas sesiones de GTL más tarde, Nicole, Jenni, Mike, Pauly D, Vinny, Deena y Ronnie están de nuevo juntos y de vacaciones en una casa de lujo en Miami Beach, el rodaje abarcó enero y febrero de 2018. Angelina Pivarnick hizo una aparición durante la serie. la serie finalizó luego de 14 capítulos.
El 28 de febrero de 2018, se ordenó una segunda temporada antes del estreno de la serie, que se filmó en Las Vegas, Seaside Heights, Atlantic City, Manalapan y Point Pleasant entre mayo y noviembre de 2018. Se estrenó el 23 de agosto de 2018.  La segunda parte de esta temporada se estrenó el 11 de julio de 2019 y se centró en la sentencia judicial de Mike Sorrentino por evasión de impuestos y su boda. Angelina Pivarnik fue presentada como parte del elenco recurrente, sin embargo, para la segunda parte fue anunciada como elenco principal. La filmación incluyó localizaciones en Stony Creek, Nueva York.

### Temporadas 3–4
El 13 de diciembre de 2018, MTV renovóel programa para una tercera temporada, que se estrenó el 22 de agosto de 2019. La tercera temporada tuvo lugar en varios lugares, incluidos Los Ángeles  y Washington. Lo más destacado fue la entrada de Mike en prisión, Ronnie ingresando en un centro de desintoxicación, los nuevos bebés de Deena y Nicole, el divorcio y a la vez la nueva relación de Jenni con Zach, además de los planes de boda de Angelina y el trabajo de Vinny en Chippendales. La segunda parte de esta temporada se estrenó el 27 de febrero de 2020. Los lugares de rodaje fueron Middletown, Manalapan y Nueva Orleans. Incluye la boda de Angelina Pivarnick y el regreso de Mike Sorrentino, el rodaje de esta serie fue desde diciembre de 2018 hasta noviembre de 2019. Durante el episodio de final de temporada, Nicole Polizzi anunció que no volvería al programa .
El 25 de junio de 2020 MTV ordenó una cuarta temporada y se estrenó el 19 de noviembre de 2020. La temporada comienza con las secuelas del infame discurso pronunciado por Nicole Polizzi, Jenni Farley y Deena Cortese en la boda de Angelina Pivarnick. Desde la boda, Nicole decidió dejar el programa, Jenni y Deena aún no se han comunicado con Angelina, Mike y Lauren intentan embarazarse y Pauly tiene una nueva novia. El comienzo de la temporada contó con tomas de los participantes hacia ellos mismos durante la pandemia de COVID-19. Después de meses en cuarentena, el elenco comenzó a filmar la cuarta temporada en el Hilton Hotels & Resorts, en Las Vegas  entre septiembre y octubre de 2020. Alquilaron todo el resort para filmar dentro de una burbuja de cuarentena que se adhiere a las precauciones del COVID-19. La segunda parte de la cuarta temporada se estrenará el 3 de junio de 2021. La filmación ha tenido lugar en varios lugares de Nueva Jersey, Las Vegas y Los Ángeles, así como unas vacaciones en el Woodloch Resort en las montañas Pocono. Se especuló que Snooki estaría regresando al programa de alguna manera, después de ser vista filmando durante un almuerzo con Angelina en Florham Park, Nueva Jersey.  Esto se confirmó oficialmente el 11 de mayo de 2021 al momento de MTV lanzar el tráiler de la segunda parte con el regreso de Snooki. El 13 de mayo de 2021, Ortiz-Magro anunció su salida del programa para concentrarse en su salud mental.

### Temporadas 5–7
El 13 de julio de 2021, Nicole Polizzi confirmó que la producción de la quinta temporada había comenzado. El 2 de septiembre de 2021, MTV renovó el programa para una quinta temporada, contando con Snooki como miembro del reparto a tiempo completo. El 2 de septiembre de 2021, MTV renovó la serie para una quinta temporada con Snooki regresando como miembro principal. La temporada se estrenó el 6 de enero de 2022. La primera mitad de la quinta temporada se filmó en Nueva Jersey y Las Vegas, así como un viaje a Los Ángeles, California y unas vacaciones en los Cayos de la Florida en Isla Bella Beach. La filmación de la segunda mitad de la quinta temporada se reanudó poco después de las vacaciones, con el elenco siendo visto en El Paso, Texas, y más tarde en San Diego, California. La segunda parte de la quinta temporada se estrenó el 23 de junio de 2022.
La sexta temporada se estrenó el 26 de enero de 2023. Se filmó en varios lugares del país, incluidos Nueva Jersey, Nueva York, Nueva Orleans, Carolina del Norte, Carolina del Sur, Connecticut, Los Ángeles y Santa Bárbara. La temporada destaca a Pauly recorriendo de ciudad en ciudad, Mike compitiendo en la American Cornhole League, Vinny participando en Dancing with the Stars y a Snooki construyendo su compañía de marca de vinos. El 11 de marzo de 2023, se anunció que Samantha Giancola se uniría al elenco para la segunda parte de la sexta temporada, que se estrenó el 3 de agosto de 2023.
El 7 de diciembre de 2023, MTV renovó el programa para una séptima temporada, que se estrenó el 8 de febrero de 2024. El 17 de mayo de 2024, fue publicado el avance de la segunda mitad de la séptima temporada, la cual vuelve a ser filmada en Nueva York y Las Vegas. Se estrenó el 19 de septiembre de 2024.

### Temporada 8– en adelante
En abril de 2025, se anunció el estreno de la octava temporada para el 29 de mayo de 2025, con el elenco reuniéndose en la casa original de Jersey Shore, en Seaside Heights.

## Reparto
| Miembros del reparto   | Temporadas        | Temporadas        | Temporadas        | Temporadas        | Temporadas        | Temporadas        | Temporadas        | Temporadas        | Temporadas        | Temporadas        | Temporadas        | Temporadas        | Temporadas        | Temporadas        |
| Miembros del reparto   | 1                 | 2A                | 2B                | 3A                | 3B                | 4A                | 4B                | 5A                | 5B                | 6A                | 6B                | 7A                | 7B                | 8                 |
| Reparto Principal      | Reparto Principal | Reparto Principal | Reparto Principal | Reparto Principal | Reparto Principal | Reparto Principal | Reparto Principal | Reparto Principal | Reparto Principal | Reparto Principal | Reparto Principal | Reparto Principal | Reparto Principal | Reparto Principal |
| ---------------------- | ----------------- | ----------------- | ----------------- | ----------------- | ----------------- | ----------------- | ----------------- | ----------------- | ----------------- | ----------------- | ----------------- | ----------------- | ----------------- | ----------------- |
| Deena Cortese          |                   |                   |                   |                   |                   |                   |                   |                   |                   |                   |                   |                   |                   |                   |
| Jennifer Farley        |                   |                   |                   |                   |                   |                   |                   |                   |                   |                   |                   |                   |                   |                   |
| Mike Sorrentino        |                   |                   |                   |                   |                   |                   |                   |                   |                   |                   |                   |                   |                   |                   |
| Nicole Polizzi         |                   |                   |                   |                   |                   |                   |                   |                   |                   |                   |                   |                   |                   |                   |
| Paul DelVecchio        |                   |                   |                   |                   |                   |                   |                   |                   |                   |                   |                   |                   |                   |                   |
| Ronnie Ortiz-Magro     |                   |                   |                   |                   |                   |                   |                   |                   |                   |                   |                   |                   |                   |                   |
| Vinny Guadagnino       |                   |                   |                   |                   |                   |                   |                   |                   |                   |                   |                   |                   |                   |                   |
| Angelina Pivarnick     |                   |                   |                   |                   |                   |                   |                   |                   |                   |                   |                   |                   |                   |                   |
| Samantha Giancola      |                   |                   |                   |                   |                   |                   |                   |                   |                   |                   |                   |                   |                   |                   |
| Reparto Recurrente     |                   |                   |                   |                   |                   |                   |                   |                   |                   |                   |                   |                   |                   |                   |
| Lauren Sorrentino      |                   |                   |                   |                   |                   |                   |                   |                   |                   |                   |                   |                   |                   |                   |
| Jen Harley             |                   |                   |                   |                   |                   |                   |                   |                   |                   |                   |                   |                   |                   |                   |
| Christopher Buckner    |                   |                   |                   |                   |                   |                   |                   |                   |                   |                   |                   |                   |                   |                   |
| Christopher Larangeira |                   |                   |                   |                   |                   |                   |                   |                   |                   |                   |                   |                   |                   |                   |
| Nino Giaimo            |                   |                   |                   |                   |                   |                   |                   |                   |                   |                   |                   |                   |                   |                   |
| Paola Giaimo           |                   |                   |                   |                   |                   |                   |                   |                   |                   |                   |                   |                   |                   |                   |
| Nikki Hall             |                   |                   |                   |                   |                   |                   |                   |                   |                   |                   |                   |                   |                   |                   |
| Zack Carpinello        |                   |                   |                   |                   |                   |                   |                   |                   |                   |                   |                   |                   |                   |                   |
| Saffire Matos          |                   |                   |                   |                   |                   |                   |                   |                   |                   |                   |                   |                   |                   |                   |
| Vinny Tortorella       |                   |                   |                   |                   |                   |                   |                   |                   |                   |                   |                   |                   |                   |                   |
| Justin May             |                   |                   |                   |                   |                   |                   |                   |                   |                   |                   |                   |                   |                   |                   |

     = Miembro del reparto es principal en esta temporada.
     = Miembro del reparto es recurrente en esta temporada.
     = Miembro del reparto es invitado en esta temporada.
     = Miembro del reparto no aparece en esta temporada.

## Episodios

### Resumen
| Temporada | Temporada | Episodios | Episodios | Estreno en Estados Unidos | Estreno en Estados Unidos | Índice de audiencia |
| Temporada | Temporada | Episodios | Episodios | Inicio                    | Final                     | Índice de audiencia |
| --------- | --------- | --------- | --------- | ------------------------- | ------------------------- | ------------------- |
|           | 1         | 14        | 14        | 5 de abril de 2018        | 28 de junio de 2018       | 1.790.000           |
|           | 2         | 27        | 17        | 23 de agosto de 2018      | 13 de diciembre de 2018   | 1.100.000           |
|           | 2         | 27        | 10        | 11 de julio de 2019       | 15 de agosto de 2019      | 1.100.000           |
|           | 3         | 29        | 13        | 22 de agosto de 2019      | 7 de noviembre de 2019    | 910.000             |
|           | 3         | 29        | 16        | 27 de febrero de 2020     | 18 de junio de 2020       | 910.000             |
|           | 4         | 28        | 14        | 19 de noviembre de 2020   | 25 de febrero de 2021     | 690.000             |
|           | 4         | 28        | 14        | 3 de junio de 2021        | 2 de septiembre de 2021   | 690.000             |
|           | 5         | 31        | 12        | 6 de enero de 2022        | 24 de marzo de 2022       | 443.225             |
|           | 5         | 31        | 19        | 23 de junio de 2022       | 20 de octubre de 2020     | 443.225             |
|           | 6         | 36        | 17        | 26 de enero de 2023       | 18 de mayo de 2023        | 384.000             |
|           | 6         | 36        | 18        | 3 de agosto de 2023       | 7 de diciembre de 2023    | 384.000             |
|           | 7         | 36        | 18        | 8 de febrero de 2024      | 23 de mayo de 2024        | 369.160             |
|           | 7         | 36        | 18        | 19 de septiembre de 2024  | 23 de enero de 2025       | 369.160             |
|           | 8         | –         | –         | 29 de mayo de 2025        | –                         | –                   |

### Temporada 1 (2018)[38]
| N.º (total) | N.º (temp.) | Título                                 | Estreno en Estados Unidos | Audiencia |
| ----------- | ----------- | -------------------------------------- | ------------------------- | --------- |
| 1           | 1           | «¿Qué hay en la bolsa?»                | 5 de abril de 2018        | 2.410.000 |
| 2           | 2           | «El anillo»                            | 5 de abril de 2018        | 2.550.000 |
| 3           | 3           | «Domingo Vinday»                       | 12 de abril de 2018       | 1.680.000 |
| 4           | 4           | «Jugo Ron Ron»                         | 19 de abril de 2018       | 1.730.000 |
| 5           | 5           | «Sobre lo de anoche»                   | 26 de abril de 2018       | 1.440.000 |
| 6           | 6           | «Albóndiga abajo»                      | 3 de mayo de 2018         | 1.510.000 |
| 7           | 7           | «Bebe, Mama drama»                     | 10 de mayo de 2018        | 1.750.000 |
| 8           | 8           | «La tentación del Keto Guido»          | 17 de mayo de 2018        | 1.700.000 |
| 9           | 9           | «Umm hola»                             | 24 de mayo de 2018        | 1.640.000 |
| 10          | 10          | «Día de entretenimiento de albóndigas» | 31 de mayo de 2018        | 2.020.000 |
| 11          | 11          | «¡Angelina deja su marca!»             | 7 de junio de 2018        | 1.650.000 |
| 12          | 12          | «JWoww vs. La propuesta»               | 14 de junio de 2018       | 1.650.000 |
| 13          | 13          | «¿Futura Sra. Situación»               | 21 de junio de 2018       | 1.660.000 |
| 14          | 14          | «La cena final»                        | 28 de junio de 2018       | 1.640.000 |

### Temporada 2 (2018-2019)
| N.º (total) | N.º (temp.) | Título                                               | Estreno en Estados Unidos | Audiencia |
| Parte 1     | Parte 1     | Parte 1                                              | Parte 1                   | Parte 1   |
| ----------- | ----------- | ---------------------------------------------------- | ------------------------- | --------- |
| 15          | 1           | «Es complicado»                                      | 23 de agosto de 2018      | 1.360.000 |
| 16          | 2           | «¡Oh Canada!»                                        | 23 de agosto de 2018      | 1.350.000 |
| 17          | 3           | «La verdad sobre Ronnie»                             | 30 de agosto de 2018      | 1.340.000 |
| 18          | 4           | «Hotel del Desamor»                                  | 6 de septiembre de 2018   | 1.430.000 |
| 19          | 5           | «Amienemigas»                                        | 13 de septiembre de 2018  | 1.470.000 |
| 20          | 6           | «La Designación»                                     | 20 de septiembre de 2018  | 1.280.000 |
| 21          | 7           | «Cuatro Guidos y un bebé»                            | 27 de septiembre de 2018  | 1.210.000 |
| 22          | 8           | «De vuelta al mar»                                   | 4 de octubre de 2018      | 1.050.000 |
| 23          | 9           | «Vinny y Angelina: Historia de Amor»                 | 11 de octubre de 2018     | 1.150.000 |
| 24          | 10          | «Que lata»                                           | 18 de octubre de 2018     | 1.110.000 |
| 25          | 11          | «Ciudad torpe»                                       | 25 de octubre de 2018     | 1.250.000 |
| 26          | 12          | «¿Donde esta la playa?»                              | 1 de noviembre de 2018    | 1.260.000 |
| 27          | 13          | «Staten Island Smackdown»                            | 8 de noviembre de 2018    | 1.280.000 |
| 28          | 14          | «Barbie judía»                                       | 15 de noviembre de 2018   | 1.210.000 |
| 29          | 15          | «¿Rollito de cerdo o jamón taylor?»                  | 29 de noviembre de 2018   | 1.130.000 |
| 30          | 16          | «Wallopin en Manalapan»                              | 6 de diciembre de 2018    | 1.130.000 |
| 31          | 17          | «La serie de eventos desafortunados de Ronnie Magro» | 13 de diciembre de 2018   | 1.170.000 |
| Parte 2     |             |                                                      |                           |           |
| 32          | 18          | «Estados Unidos vs The Situation (parte 1)»          | 11 de julio de 2019       | 1.050.000 |
| 33          | 19          | «Estados Unidos vs The Situation (parte 2)»          | 11 de julio de 2019       | 1.090.000 |
| 34          | 20          | «¡Secaucus!»                                         | 18 de julio de 2019       | 920.000   |
| 35          | 21          | «Vaqueros Guido»                                     | 18 de julio de 2019       | 810.000   |
| 36          | 22          | «Fiesta Ranchera»                                    | 25 de julio de 2019       | 790.000   |
| 37          | 23          | «No otra vez»                                        | 1 de agosto de 2019       | 740.000   |
| 38          | 24          | «¿Donde está Roonie?»                                | 1 de agosto de 2019       | 730.000   |
| 39          | 25          | «Tiempo de esmoquin»                                 | 8 de agosto de 2019       | 660.000   |
| 40          | 26          | «El enganche (parte 1)»                              | 8 de agosto de 2019       | 700.000   |
| 41          | 27          | «El enganche (parte 2)»                              | 15 de agosto de 2019      | 1.010.000 |

### Temporada 3 (2019-2020)
| N.º (total) | N.º (temp.) | Título                                               | Estreno en Estados Unidos | Audiencia |
| Parte 1     | Parte 1     | Parte 1                                              | Parte 1                   | Parte 1   |
| ----------- | ----------- | ---------------------------------------------------- | ------------------------- | --------- |
| 42          | 1           | «Adiós Mike»                                         | 22 de agosto de 2019      | 940.000   |
| 43          | 2           | «Treinta días después»                               | 29 de agosto de 2019      | 870.000   |
| 44          | 3           | «JWoww está de regreso»                              | 5 de septiembre de 2019   | 820.000   |
| 45          | 4           | «Gimnasio, Bronceado, Striptease»                    | 12 de septiembre de 2019  | 920.000   |
| 46          | 5           | «Deslizándonos en Los Mensajes Directos de Angelina» | 19 de septiembre de 2019  | 980.000   |
| 47          | 6           | «Strippendales»                                      | 26 de septiembre de 2019  | 840.000   |
| 48          | 7           | «El incidente en el Club de Estríperes»              | 3 de octubre de 2019      | 960.000   |
| 49          | 8           | «Millennials»                                        | 10 de octubre de 2019     | 1.110.000 |
| 50          | 9           | «Gran Drama»                                         | 17 de octubre de 2019     | 1.190.000 |
| 51          | 10          | «4 puños. 2 botellas. 1 Casa de Playa»               | 24 de octubre de 2019     | 1.100.000 |
| 52          | 11          | «La Noche Anterior Está Cancelada»                   | 31 de octubre de 2019     | 800.000   |
| 53          | 12          | «Snooki Viaja a Washington - Parte 1»                | 7 de noviembre de 2019    | 840.000   |
| 54          | 13          | «Snooki Viaja a Washington - Parte 2»                | 7 de noviembre de 2019    | 760.000   |
| Parte 2     |             |                                                      |                           |           |
| 55          | 14          | «Solo en Jersey»                                     | 27 de febrero de 2020     | 920.000   |
| 56          | 15          | «De vuelta a la costa de Jersey»                     | 5 de marzo de 2020        | 960.000   |
| 57          | 16          | «Grandes Psíquicos»                                  | 12 de marzo de 2020       | 900.000   |
| 58          | 17          | «La Soltera J-Woww»                                  | 19 de marzo de 2020       | 830.000   |
| 59          | 18          | «Milanesas de pollo y salsa de tomate»               | 26 de marzo de 2020       | 960.000   |
| 60          | 19          | «"l Sorrentino»                                      | 2 de abril de 2020        | 910.000   |
| 61          | 20          | «Acuerdos Prenupciales»                              | 9 de abril de 2020        | 800.000   |
| 62          | 21          | «Asuntos Sin Resolver»                               | 16 de abril de 2020       | 890.000   |
| 63          | 22          | «La Despedida de Soltera»                            | 23 de abril de 2020       | 870.000   |
| 64          | 23          | «Beignets, Muñecas Inflables Y Damas De Honor»       | 30 de abril de 2020       | 900.000   |
| 65          | 24          | «P-Woww»                                             | 7 de mayo de 2020         | 840.000   |
| 66          | 25          | «¡Eso Pasó!»                                         | 14 de mayo de 2020        | 860.000   |
| 67          | 26          | «Reescribiendo la Historia»                          | 28 de mayo de 2020        | 810.000   |
| 68          | 27          | «Me Tuviste en Um, ¡Hola!»                           | 4 de junio de 2020        | 880.000   |
| 69          | 28          | «El Discurso (parte 1)»                              | 11 de junio de 2020       | 930.000   |
| 70          | 29          | «El Discurso (parte 2)»                              | 18 de junio de 2020       | 1.090.000 |

1. ↑  El episodio 13 de la tercera temporada, fue el último en ser transmitido por MTV Latinoamérica en enero de 2020, hasta el estreno de la segunda parte en febrero de 2021.

### Temporada 4 (2020–2021)
| N.º (total) | N.º (temp.) | Título                                   | Estreno en Estados Unidos | Audiencia |
| Parte 1     | Parte 1     | Parte 1                                  | Parte 1                   | Parte 1   |
| ----------- | ----------- | ---------------------------------------- | ------------------------- | --------- |
| 71          | 1           | «La Mediación»                           | 19 de noviembre de 2020   | 900.000   |
| 72          | 2           | «Tomado Pauly»                           | 19 de noviembre de 2020   | 740.000   |
| 73          | 3           | «La Doble»                               | 26 de noviembre de 2020   | 590.000   |
| 74          | 4           | «Roonie Soltero»                         | 3 de diciembre de 2020    | 700.000   |
| 75          | 5           | «Problema en el amor»                    | 10 de diciembre de 2020   | 670.000   |
| 76          | 6           | «Angelina Jurásica»                      | 17 de diciembre de 2020   | 660.000   |
| 77          | 7           | «El Texto»                               | 7 de enero de 2021        | 750.000   |
| 78          | 8           | «Ataque de los Mapaches Asesinos»        | 14 de enero de 2021       | 670.000   |
| 79          | 9           | «La esposa de alguien está en la ciudad» | 21 de enero de 2021       | 630.000   |
| 80          | 10          | «El regreso de JWOWW»                    | 28 de enero de 2021       | 750.000   |
| 81          | 11          | «La nota 2.0»                            | 4 de febrero de 2021      | 740.000   |
| 82          | 12          | «Llamando al Dr. Drew»                   | 11 de febrero de 2021     | 590.000   |
| 83          | 13          | «Rehacer la boda»                        | 18 de febrero de 2021     | 610.000   |
| 84          | 14          | «El Discurso (parte 3)»                  | 25 de febrero de 2021     | 610.000   |
| Parte 2     |             |                                          |                           |           |
| 85          | 15          | «UMMM... ¡HOLA 2021!»                    | 3 de junio de 2021        | 580.000   |
| 86          | 16          | «Volvió la fiesta»                       | 10 de junio de 2021       | 530.000   |
| 87          | 17          | «Las Calles Hablan»                      | 17 de junio de 2021       | 590.000   |
| 88          | 18          | «Bienvenidos a los Poconos»              | 24 de junio de 2021       | 550.000   |
| 89          | 19          | «Señor P»                                | 1 de julio de 2021        | 650.000   |
| 90          | 20          | «Hielo Italiano»                         | 8 de julio de 2021        | 500.000   |
| 91          | 21          | «Guido Manía»                            | 15 de julio de 2021       | 530.000   |
| 92          | 22          | «Manía Guido 2»                          | 22 de julio de 2021       | 530.000   |
| 93          | 23          | «Guidos en el Hielo»                     | 29 de julio de 2021       | —         |
| 94          | 24          | «¡Sorpresa! Es Snooki»                   | 5 de agosto de 2021       | 400.000   |
| 95          | 25          | «El SS Amante»                           | 12 de agosto de 2021      | 450.000   |
| 96          | 26          | «El peor show de talentos»               | 19 de agosto de 2021      | 540.000   |
| 97          | 27          | «El mejor cumpleaños de todos»           | 26 de agosto de 2021      | 500.000   |
| 98          | 28          | «¡Médico!»                               | 2 de septiembre de 2021   | 410.000   |

### Temporada 5 (2022)
| N.º (total) | N.º (temp.) | Título                                  | Estreno en Estados Unidos | Audiencia |
| Parte 1     | Parte 1     | Parte 1                                 | Parte 1                   | Parte 1   |
| ----------- | ----------- | --------------------------------------- | ------------------------- | --------- |
| 99          | 1           | «Entregas y Plazos»                     | 6 de enero de 2022        | 590.000   |
| 100         | 2           | «Snooki vs. the Rock»                   | 13 de enero de 2022       | 530.000   |
| 101         | 3           | «Hollywood Shore»                       | 20 de enero de 2022       | 580.000   |
| 102         | 4           | «Las albóndigas no caminan»             | 27 de enero de 2022       | 660.000   |
| 103         | 5           | «Dos bautizos y una mascota psíquica»   | 3 de febrero de 2022      | 490.000   |
| 104         | 6           | «La bendición»                          | 10 de febrero de 2022     | 510.000   |
| 105         | 7           | «Las vacaciones no tan internacionales» | 17 de febrero de 2022     | 490.000   |
| 106         | 8           | «La venganza de Deena»                  | 24 de febrero de 2022     | 530.000   |
| 107         | 9           | «¡Feliz Cumpleaños Vinny!»              | 3 de marzo de 2022        | 430.000   |
| 108         | 10          | «El mejor planificador de fiestas»      | 10 de marzo de 2022       | 460.000   |
| 109         | 11          | «Pequeña gran ciudad»                   | 17 de marzo de 2022       | 440.000   |
| 110         | 12          | «La prueba del detector de mentiras»    | 24 de marzo de 2022       | 430.000   |
| Parte 2     |             |                                         |                           |           |
| 111         | 13          | «¡Viva La Vida Loca!»                   | 23 de junio de 2022       | 370.000   |
| 112         | 14          | «Derramando el Té»                      | 30 de juno de 2022        | 410.000   |
| 113         | 15          | «El viejo Mike contra el nuevo Mike»    | 7 de julio de 2022        | 430.000   |
| 114         | 16          | «El Paso (Parte 1)»                     | 14 de julio de 2022       | 410.000   |
| 115         | 17          | «El Paso (Parte 2)»                     | 21 de julio de 2022       | 340.000   |
| 116         | 18          | «Mike revuelve la olla»                 | 28 de julio de 2022       | 500.000   |
| 117         | 19          | «Mike contra el Mundo»                  | 4 de agosto de 2022       | 430.000   |
| 118         | 20          | «El espectáculo de albóndigas»          | 11 de agosto de 2022      | 410.000   |
| 119         | 21          | «La fiesta en la piscina»               | 18 de agosto de 2022      | 390.000   |
| 120         | 22          | «Esta bien, yo trabajo aquí»            | 25 de agosto de 2022      | 420.000   |
| 121         | 23          | «Lola la conejita»                      | 1 de septiembre de 2022   | 420.000   |
| 122         | 24          | «Dren»                                  | 8 de septiembre de 2022   | 380.000   |
| 123         | 25          | «El cuaderno de Staten Island»          | 15 de septiembre de 2022  | 440.000   |
| 124         | 26          | «Wild 'N Out: Al estilo Jersey»         | 22 de septiembre de 2022  | 390.000   |
| 125         | 27          | «¿TOC TOC quién está ahí?»              | 29 de septiembre de 2022  | 380.000   |
| 126         | 28          | «Otro día, otra crisis»                 | 6 de octubre de 2022      | 490.000   |
| 127         | 29          | «Día de Vin»                            | 13 de octubre de 2022     | 390.000   |
| 128         | 30          | «La Reunupin (parte 1)»                 | 20 de octubre de 2022     | 330.000   |
| 129         | 31          | «La Reunupin (parte 2)»                 | 20 de octubre de 2022     | 270.000   |

### Temporada 6 (2023)
| N.º (total) | N.º (temp.) | Título                               | Estreno en Estados Unidos | Audiencia |
| Parte 1     | Parte 1     | Parte 1                              | Parte 1                   | Parte 1   |
| ----------- | ----------- | ------------------------------------ | ------------------------- | --------- |
| 130         | 1           | «¿Dónde está la Charcutería?»        | 26 de enero de 2023       | 510.000   |
| 131         | 2           | «Pasend por los MD»                  | 2 de febrero de 2023      | 410.000   |
| 132         | 3           | «Lago Jersey»                        | 9 de febrero de 2023      | 400.000   |
| 133         | 4           | «La vida de una estrella de maíz»    | 16 de febrero de 2023     | 430.000   |
| 134         | 4           | «Mete tu saco en el agujero»         | 23 de febrero de 2023     | 380.000   |
| 135         | 6           | «Mawmas desordenadas»                | 2 de marzo de 2023        | 410.000   |
| 136         | 7           | «Skoal!»                             | 9 de marzo de 2023        | 450.000   |
| 137         | 8           | «Bailando»                           | 16 de marzo de 2023       | 370.000   |
| 138         | 9           | «Desperdicio de pastel»              | 23 de marzo de 2023       | 420.000   |
| 139         | 10          | «Operación Salto De Mike»            | 30 de marzo de 2023       | 420.000   |
| 140         | 11          | «Fabuloso Día Familiar 2»            | 6 de abril de 2023        | 440.000   |
| 141         | 12          | «Fiesta de divorcio»                 | 13 de abril de 2023       | 420.000   |
| 142         | 13          | «Fiesta de cumpleaños»               | 20 de abril de 2023       | 410.000   |
| 143         | 14          | «Fiesta de compromiso»               | 27 de abril de 2023       | 360.000   |
| 144         | 15          | «La resaca»                          | 4 de mayo de 2023         | 420.000   |
| 145         | 16          | «Reunión (parte 1)»                  | 11 de mayo de 2023        | 320.000   |
| 146         | 17          | «Reunión (parte 2)»                  | 18 de mayo de 2023        | 200.000   |
| Parte 2     |             |                                      |                           |           |
| 147         | 18          | «¿Te acuerdas de mí?»                | 3 de agosto de 2023       | 470.000   |
| 148         | 19          | «Palabra clave: lasaña»              | 10 de agosto de 2023      | 490.000   |
| 149         | 20          | «Como en los viejos tiempos»         | 17 de agosto de 2023      | 340.000   |
| 150         | 21          | «La nave nodriza»                    | 24 de agosto de 2023      | 370.000   |
| 151         | 22          | «El cumpleaños más dulce»            | 31 de agosto de 2023      | 390.000   |
| 152         | 23          | «Replanteo de albóndigas»            | 7 de septiembre de 2023   | 370.000   |
| 153         | 24          | «Fiesta de la Charcutería»           | 14 de septiembre de 2023  | 340.000   |
| 154         | 25          | «¡Problemas de Margarita!»           | 21 de septiembre de 2023  | 310.000   |
| 155         | 26          | «Abrochese el cinturón de seguridad» | 28 de septiembre de 2023  | 380.000   |
| 156         | 27          | «El nuevo hombre de Sammi»           | 5 de octubre de 2023      | 340.000   |
| 157         | 28          | «Filete»                             | 12 de octubre de 2023     | 370.000   |
| 158         | 29          | «Deena hizo una amiga»               | 19 de octubre de 2023     | 360.000   |
| 159         | 30          | «Pizza congelada y margaritas»       | 26 de octubre de 2023     | 460.000   |
| 160         | 31          | «Tequila y teorías»                  | 2 de noviembre de 2023    | 410.000   |
| 161         | 32          | «Prueba sucia»                       | 9 de noviembre de 2023    | 420.000   |
| 162         | 33          | «Simplemente voltea la mesa»         | 16 de noviembre de 2023   | 340.000   |
| 163         | 34          | «Reunión (parte 1)»                  | 30 de noviembre de 2023   | 250.000   |
| 165         | 35          | «Reunión (parte 2)»                  | 7 de diciembre de 2023    | 260.000   |

### Temporada 7 (2024–2025)
| N.º (total) | N.º (temp.) | Título                                 | Estreno en Estados Unidos | Audiencia (en millones) |
| Parte 1     | Parte 1     | Parte 1                                | Parte 1                   | Parte 1                 |
| ----------- | ----------- | -------------------------------------- | ------------------------- | ----------------------- |
| 165         | 1           | «Paparazzi, papás y publicaciones»     | 8 de febrero de 2024      | 0.40                    |
| 166         | 2           | «Verificando de la realidad»           | 15 de febrero de 2024     | 0.38                    |
| 167         | 3           | «La noche de snooki»                   | 22 de febrero de 2024     | 0.40                    |
| 168         | 4           | «Día de Jersey Shore»                  | 29 de febrero de 2024     | 0.40                    |
| 169         | 5           | «Directo a la playa»                   | 7 de marzo de 2024        | 0.36                    |
| 170         | 6           | «Día de los Jets»                      | 14 de marzo de 2024       | 0.33                    |
| 171         | 7           | «Reunión familiar»                     | 21 de marzo de 2024       | 0.31                    |
| 172         | 8           | «Vaquero con diamantes de imitación»   | 28 de marzo de 2024       | 0.37                    |
| 173         | 9           | «Albóndigas de la ciudad de la música» | 4 de abril de 2024        | 0.39                    |
| 174         | 10          | «Sam y Ron»                            | 11 de abril de 2024       | 0.46                    |
| 175         | 11          | «Desafío del pollo picante de Jersey»  | 18 de abril de 2024       | 0.39                    |
| 176         | 12          | «¿Eres amiga de ella?»                 | 25 de abril de 2024       | 0.34                    |
| 177         | 13          | «¿Club de fans de Jersey Shore?»       | 2 de mayo de 2024         | 0.43                    |
| 178         | 14          | «Ronnie, Sammi y Justin»               | 9 de mayo de 2024         | 0.41                    |
| 179         | 15          | «Noche OG»                             | 16 de mayo de 2024        | 0.39                    |
| 180         | 16          | «¡Feliz cumpleaños Snooki!»            | 16 de mayo de 2024        | 0.32                    |
| 181         | 17          | «Reunión (Parte 1)»                    | 23 de mayo de 2024        | 0.30                    |
| 182         | 18          | «Reunión (Parte 2)»                    | 23 de mayo de 2024        | 0.25                    |
| Parte 2     |             |                                        |                           |                         |
| 183         | 19          | «La fiesta de las albóndigas»          | 19 de septiembre de 2024  | 0.30                    |
| 184         | 20          | «La nueva casa de Pauly»               | 26 de septiembre de 2024  | 0.24                    |
| 185         | 21          | «El búnker»                            | 3 de octubre de 2024      | 0.24                    |
| 186         | 22          | «El meme»                              | 10 de octubre de 2024     | 0.25                    |
| 187         | 23          | «Sue Joey»                             | 17 de octubre de 2024     | 0.25                    |
| 188         | 24          | «¿Qué pasa en Las Vegas..»             | 24 de octubre de 2024     | 0.24                    |
| 189         | 25          | «La Fiesta de la paz»                  | 31 de octubre de 2024     | 0.22                    |
| 190         | 26          | «Una telenovela»                       | 7 de noviembre de 2024    | 0.27                    |
| 191         | 27          | «La Gran Manzana»                      | 14 de noviembre de 2024   | 0.18                    |
| 192         | 28          | «¡No más pizza!»                       | 21 de noviembre de 2024   | 0.19                    |
| 193         | 29          | «Las vacaciones familiares de Deena»   | 5 de diciembre de 2024    | 0.24                    |
| 194         | 30          | «Búsqueda del tesoro»                  | 12 de diciembre de 2024   | 0.19                    |
| 195         | 31          | «A puerta cerrada»                     | 19 de diciembre de 2024   | 0.24                    |
| 196         | 32          | «Día del Yate»                         | 26 de diciembre de 2024   | 0.27                    |
| 197         | 33          | «¿Lo amas?»                            | 2 de diciembre de 2024    | 0.32                    |
| 198         | 34          | «Adiós Miami»                          | 9 de enero de 2025        | 0.28                    |
| 199         | 35          | «Reunión (Parte 1)»                    | 16 de enero de 2025       | 0.26                    |
| 200         | 36          | «Reunión (Parte 2)»                    | 23 de enero de 2025       | 0.23                    |

### Temporada 8 (2025)
| N.º (total) | N.º (temp.) | Título                                   | Estreno en Estados Unidos | Audiencia (en millones) |
| ----------- | ----------- | ---------------------------------------- | ------------------------- | ----------------------- |
| 201         | 1           | «De vuelta al cole»                      | 29 de mayo de 2025        | 0.30                    |
| 202         | 2           | «¡Corriendo...por pizza!»                | 5 de junio de 2025        | 0.28                    |
| 203         | 3           | «Reunión familiar»                       | 12 de junio de 2025       | 0.23                    |
| 204         | 4           | «Sur de Nueva Jersey»                    | 19 de junio de 2025       | 0.44                    |
| 205         | 5           | «Abajo en la granja»                     | 26 de junio de 2025       | 0.49                    |
| 206         | 6           | «Excelente»                              | 3 de julio de 2025        | 0.17                    |
| 207         | 7           | «Colonia para hacer bebés»               | 10 de julio de 2025       | 0.26                    |
| 208         | 8           | «Rumbo a Jamaica»                        | 17 de julio de 2025       | 0.36                    |
| 209         | 9           | «Calor jamaicano»                        | 24 de julio de 2025       | 0.32                    |
| 210         | 10          | «Carne de res jamaiquina»                | 31 de julio de 2025       | —                       |
| 211         | 11          | «Equipo de bobsleigh de Guido»           | 26 de agosto de 2025      | —                       |
| 212         | 12          | «Última oportunidad de amar con Vinny G» | 26 de agosto de 2025      | —                       |

## Especiales
| Temporada correspondiente | Título                                                                           | Estreno en Estados Unidos |
| ------------------------- | -------------------------------------------------------------------------------- | ------------------------- |
| —                         | «Viaje por carretera a la reunión: Regreso a Jersey Shore»                       | 15 de marzo de 2018       |
| —                         | «Camino a las Vacaciones: Las Conexiones más Populares de Jersey Shore.»         | 15 de marzo de 2018       |
| —                         | «Camino a las Vacaciones: Las Explosiones más Grandes de Jersey Shore.»          | 22 de marzo de 2018       |
| —                         | «Camino a las Vacaciones: Los Momentos más Chistosos de Snooki en Jersey Shore.» | 29 de marzo de 2018       |
| —                         | «Camino a las Vacaciones: Acoplamientos más Locos de Jersey Shore.»              | 29 de marzo de 2018       |
| 2                         | «Jersey Shore: Una muy Buena Amistad de Jersey.»                                 | 15 de noviembre de 2018   |
| 2                         | «Jersey Shore: Especial de Vídeo Invisible.»                                     | 20 de diciembre de 2018   |
| 3                         | «10 años de Bombeo de puño»                                                      | 7 de noviembre de 2019    |
| 3                         | «Camino a las vacaciones: los momentos más espantosos de la temporada pasada»    | 5 de noviembre de 2020    |
| 3                         | «Camino a las Vacaciones: Una Boda Inolvidable»                                  | 12 de noviembre de 2020   |
| 4                         | «La temporada junto a la temporada»                                              | 27 de mayo de 2021        |
| 4                         | «Especial de cierre del día de la albóndiga»                                     | 9 de septiembre de 2021   |
| 5                         | «12 días de Jersey Navidad»                                                      | 16 de diciembre de 2021   |
| 5                         | «Jerztory: How Jersey Shore Changed TV»                                          | 8 de septiembre de 2022   |
| 6                         | «Cena divertida con la familia de Deena»                                         | 18 de mayo de 2023        |
| 6                         | «Gym, bronceado, rebobinado: Retrospectiva de Jersey Shore»                      | 14 de diciembre de 2023   |
| 8                         | «Cómo se creó Jerzstory: Celebrando los 15 años de Jersey Shore»                 | 24 de mayo de 2025        |